# Cantando por un sueño (Panamá)
Cantando por un sueño es un programa televisivo panameño que se transmite a partir de 2011, por la cadena Telemetro y que tenía un formato parecido al de Bailando por un sueño. El concepto consiste en reunir parejas de canto formadas por una celebridad y una persona desconocida que competía por alcanzar su «sueño». Cada semana se irá eliminando una pareja y la que quede al final resultará ganadora.

## Formato
Cantando por un sueño consiste en reunir como pareja de canto a una personalidad del mundo del espectáculo y a un competidor desconocido. La persona desconocida es llamada «soñador», y competirá porque al alcanzar el triunfo se le concederá hacer realidad su «sueño». Los concursantes se seleccionan por medio de un casting y contarán con la asesoría de un maestro (un reconocido representante de la música hispanomericana), que se encargará de montar los musicales que se presenten en cada emisión. Cada gala interpretarán sus canciones y estas serán calificadas por parte del jurado y por llamadas telefónicas del público, eliminando en cada emisión a la pareja de concursantes que obtenga la menor calificación, hasta que la pareja que quede al final resulte ganadora.

## Ganadores
| Año  | Edición      | Conducción     | Famoso/a     | Soñador/a                                                         | Asesor/a              |
| ---- | ------------ | -------------- | ------------ | ----------------------------------------------------------------- | --------------------- |
| 2011 | 1.ª. Edición | Karen Chalmers | Óscar Ramos  | Yamirelis Chong / Iván Sahir / Chiriquí (Ganador de los Pre Show) | Cristina de la Fuente |
| 2012 | 2.ª. Edición | Karen Chalmers | El Almirante | Lizmarie Arauz                                                    | Any Tovar             |

## Jueces
| Juez            | 1.ª. Edición | 2.ª. Edición |
| --------------- | ------------ | ------------ |
| Gaby Gnazzo     |              |              |
| Lilo Sánchez    |              |              |
| Jossie Jiménez  |              |              |
| Leonte Bordanea |              |              |

    Fue juez en la temporada en mención.

## Ediciones

### Cantando Por Un Sueño 1 (2011)
La primera temporada de CX1S...Panamá inició el 21 de setiembre de 2011, contando con la conducción de Karen Chalmers y la participación de ocho equipos conformados por un soñador, un famoso y un asesor. Todos ellos evaluados por un jurado que conformaron grandes figuras panameñas.
El jurado estuvo conformado por Gaby Gnazzo, Leonte Bordanea, Jossie Jiménez y Lilo Sánchez.
Los soñadores llegaron de diversas partes del país: Desde Colón, la ganadora, Yamirelis Chong y el subcampeón, Gilberto Herrera. Llegó desde Chiriquí, la bella Maryelis Hidrogo, desde Chorrera, la talentosa Raquel Pinillo.
También participaron Jenny Pardo (24 de Diciembre), Miguel Delgado (Veraguas), Cristina Jiménez (Los Santos) y Nidia Caballero (Bocas del Toro).
Los famosos que aceptaron el reto en esta primera temporada fueron: el comentarista de boxeo, Óscar Ramos, la actriz y presentadora panameña, Judy Meana, el futbolista Víctor Ruberto Durán "Brambri", la comunicadora y presentadora de noticias, Maritza Muñoz, el reconocido cantante de reggae, Rolando Mosley Williams más conocido como "Principal", la modelo Sasha Arias, el músico Víctor Ballesteros y el luchador de la LXN, Kárcamo.
Los asesores encargados de llevar de la mano a estas parejas fueron reconocidos cantantes como la brasileña Cristina de la Fuente, la venezolana, Olanda Angarita y los panameños Any Tovar, Grettel Garibaldi, Manuel Araúz, Dania María Vergara, Iván Barrios y Miguel Ángel.
El equipo que se alzó con la victoria el día 16 de noviembre de 2011, fue el conformado por la soñadora Yamirelis, el famoso Óscar Ramos y la asesora, Cristina de la Fuente. 

También se realizó un Show llamado Pre Show de Cantando por un Sueño, donde cada semana se someta a votación nacional, donde el ganador cantaría en el programa y al final por voto nacional se elegiría al ganador.
El ganador de los Pre Show de Cantando por un Sueño Panamá 2011 fue el hoy cantante y actor Iván Sahir, quien un año después participaría como soñador dentro de la segunda temporada del concurso.

### Cantando Por Un Sueño 2 (2012)
La segunda temporada (CXUS 2012), que también contará con la conducción de Karen Chalmers iniciará a mediados del año 2012.
Se espera contar con soñadores de todas partes del país. Para ello se realizarán audiciones en diversas ciudades panameñas. El número de concursantes no variaría.
Los jueces volverán a ser Gabriela "Gaby" Gnazzo, Leonte "Leo" Bordanea, Lilo Sánchez y Jossie Jiménez.
En cuanto a los asesores, regresan siete de la temporada anterior: Any Tovar, Cristina de la Fuente, Miguel Ángel, Manuel Araúz, Iván Barrios, Dania María y Olanda Angarita. Completa el cuadro de asesores la cantante Ingrid de Ycaza, quien remplazará a Grettel Garibaldi, que por motivos de trabajo que deberá cumplir fuera del país no podrá continuar en esta nueva edición del programa.
Los famosos confirmados para esta temporada son: el presentador Richie Olivella, la modelo y actual Miss Mundo Panamá Maricely González, la presentadora de TV Ana Lucía Herrera, la DJ y cantante de reggae Kathy Phillips, la actriz de teatro Isabeau Méndez, el cantante de reggae "El Almirante", la presentadora Jackeline Guzmán y la presentadora Ana Gabriela Cárdenas. Los soñadores de esta temporada, elegidos en un programa especial son: Iván Sahir, Lizmarie Araúz, Luis Gabriel, Luis Rodríguez, Cesar González, Christian Campos, Libna Ramos y Estefani Quintana.